# Ramaquabane
Ramaquabane är ett vattendrag i Botswana, på gränsen till Zimbabwe. Det ligger i den östra delen av landet, 400 km nordost om huvudstaden Gaborone.
Omgivningarna runt Ramaquabane är huvudsakligen savann. Runt Ramaquabane är det mycket glesbefolkat, med 6 invånare per kvadratkilometer.